# ФК Кашива рејсол
Кашива рејсол (јап. 柏レイソル) јапански је фудбалски клуб из Кашиве.

## Име
- ФК Хитачи (јап. 日立製作所本社サッカー部, 1940—1970)
- ФК Хитачи (јап. 日立製作所サッカー部, 1971—1992)
- ФК Кашива рејсол (јап. 柏レイソル, 1993—)

## Успеси
Првенство
- Фудбалска друга лига Јапана: 1990/91.
- Фудбалска прва лига Јапана: 1972.
- Џеј 2 лига: 2010, 2019.
- Џеј 1 лига: 2011.

Куп
- Куп фудбалске лиге Јапана: 1976.
- Куп Џеј лиге: 1999, 2013.
- Царев куп: 1972, 1975, 2012.
- Суперкуп Јапана: 2012.